# Perigramma marginata
Perigramma marginata är en fjärilsart som beskrevs av Paul Dognin 1902. Perigramma marginata ingår i släktet Perigramma och familjen mätare. Inga underarter finns listade i Catalogue of Life.